# Marica Vidušić
Marica Vidušić (1957.) je hrvatska kazališna, televizijska i filmska glumica.

## Filmografija

### Televizijske uloge
- "Metropolitanci" kao Milka Šnajder (2022.)
- "Područje bez signala" kao Gordana (2021.)
- "Šutnja" kao Ruža (2021.)
- "Minus i plus" kao vidovnjakinja (2021.)
- "Ko te šiša" kao Marica (2018. – 2019.)
- "Crno-bijeli svijet" kao tajnica Đurđa (2015.)
- "Loza" kao Slavica Krstulović (2011. – 2012.)
- "Stipe u gostima" kao gospođa Juraga/Anica/gospođa za bankomatom (2008. – 2014.)
- "Luda kuća" kao Ljiljana (2008.)
- "Cimmer fraj" kao ovrhoviteljica (2007.)
- "Zabranjena ljubav" kao Vanda (2006.)
- "Bumerang" kao Nada Poklepović (2005.)
- "Ne daj se, Floki" kao učiteljica (1985.)

### Filmske uloge
- "Glava velike ribe" kao agentica za nekretnine (2022.)
- "Zbornica" kao Ozana (2021.)
- "S one strane" kao Božina majka (2016.)
- "Takva su pravila" kao službenica u policiji (2014.)
- "Djeca jeseni" kao uplakana žena (2013.)
- "Zabranjeno smijanje" kao krupna žena (2012.)
- "Ja sam svoj život posložila" (kratki film) (2011.)
- "Iza stakla" kao žena u automobilu (2008.)
- "Crvena prašina" kao Lela (1999.)
- "Cijena života" (1994.)
- "Krhotine" kao bolničarka (1991.)
- "Orao" kao Mirna (1990.)
- "Diploma za smrt" kao Đurđa (1989.)
- "Marjuča ili smrt" kao prostitutka (1987.)

### Sinkronizacija
- "Pipi Duga Čarapa" kao Gospođa Prištić (2006., 2011.)

## Vanjske poveznice
- Marica Vidušić u internetskoj bazi filmova IMDb-u (engl.)
- Stranica na ZKM.hr  Arhivirana inačica izvorne stranice od 1. rujna 2011. (Wayback Machine)